# Christophe Pellet
 (avril 2012).
Si vous disposez d'ouvrages ou d'articles de référence ou si vous connaissez des sites web de qualité traitant du thème abordé ici, merci de compléter l'article en donnant les références utiles à sa vérifiabilité et en les liant à la section « Notes et références ».
Christophe Pellet, est un auteur et réalisateur français. Né à Toulon en 1963, il est diplômé de La Fémis en 1991, section scénario.

## Biographie
Il obtient la Bourse "Villa Médicis Hors les murs" à Berlin en 2006 pour l'écriture de sa pièce Loin de Corpus Christi. En 2009, il reçoit le Grand Prix de littérature dramatique pour La Conférence.
Son long-métrage Aujourd'hui rien d'après les journaux intimes de Jean Luc Lagarce et Cesare Pavese est sorti en salle en 2018. Il a adapté plusieurs de ses textes pour le cinéma : Le Garçon avec les cheveux dans les yeux (2008), Soixante-trois regards (2011) et Seul le feu (2013), Et dans le flux tu le perdras (2024). 

## Pièces de théâtre
- Encore une année pour rien (premier volet de la trilogie Le Garçon girafe), mise en scène de Mary Peate dans la traduction de Martin Crimp, création au Royal Court Theatre à Londres (1997). Mise en scène Sophie Thébault. Théâtre de Creil (1997)
- Là où ça fait mal, mise en scène d'Anastasia Politi, création au Théâtre Dijon-Bourgogne (2000)
- En délicatesse, mise en scène de Jean-Pierre Miquel, création au Théâtre de la Tempête à Paris (2002) / mise en scène de Madeleine Louarn, Théâtre de Lorient (2009)
- Le Garçon girafe, mise en scène de Jean-Louis Thamin, création au Théâtre national de Bordeaux en Aquitaine (2003) / mise en scène de Carlos Manuel, Théâtre Thalia à Halle en Allemagne (2005)
- Loin de Corpus Christi, mise en scène de Michaël Delaunoy, création au Rideau de Bruxelles, reprise au Théâtre de la Place à Liège (2009) et à la Comédie de Genève (2010)
- Erich von Stroheim, mise en scène d’Olivier Martinaud, Galerie Hamish Morrison (Berlin, 2009) et Festival Primeurs, Le Carreau, scène nationale de Forbach et de l'Est mosellan (2010) / mise en scène de Holger Mueller-Brandes, création à la BrotFabrik à Berlin (2010) / mise en scène de Renaud-Marie Leblanc, création au Merlan à Marseille (2010)
- Qui a peur du loup ?, mise en scène de Matthieu Roy, Théâtre d’Angoulême, Théâtre de Lorient, Comédie de Reims (2011)
- La Conférence, mise en scène de Matthieu Roy, création au Théâtre de Thouars (2010) / mise en scène de Renaud-Marie Leblanc, création au Théâtre de Lenche à Marseille (2010) / mise en scène Stanislas Nordey, création au Théâtre du Rond-Point à Paris (2011)
- Un doux reniement, mise en scène de Matthieu Roy, création au Théâtre de Thouars (2011)
- Loin de Corpus Christi, mise en scène de Jacques Lassalle, CDN de Montpelier, Théâtre de la Ville - Paris. (2012)
- Pour une contemplation subversive, mise en scène Christophe Lemaître, Chartreuse de Villeneuve les Avignon, Rencontre d'été (2013)
- Erich von Stroheim[3], mise en scène de Stanislas Nordey, Théâtre national de Strasbourg, Théâtre du Rond-Point, Théâtre national de Bretagne, la Criée, avec Emmanuelle Béart, Laurent Sauvage et Thomas Gonzalez (2017)[2]
- Le jour du silence, mise en scène de Pablo Lopez, création de La Compagnie 8[1]

## Essai
- Le théâtre de Tennessee Williams, Lausanne, Ides et Calendes, 2015
- Le théâtre de Marguerite Duras, Lausanne, Ides et Calendes, 2018

## Filmographie
Il a réalisé plusieurs courts-métrages, deux moyens-métrages et un long-métrage :
- Le Garçon avec les cheveux dans les yeux, avec Édith Scob, en 2008 (H.D. 20 min). Sélectionné en compétition expérimentale au festival Côté Court de Pantin (2009). Projeté à la Cinémathèque Française dans le cadre de Fenêtre sur le court métrage contemporain (2008), au Festival d’Arcueil, Écrans documentaires (2008) et à La Fémis dans le cadre de la programmation pointligneplan (2013)[4].
- Plus dure sera la chute, en 2010 (H.D. 10 min Sedna films), sélectionné au festival de Contis (2011). Projeté à la Cinémathèque Française dans le cadre de Fenêtre sur le court-métrage contemporain (2010).
- Soixante-trois regards, avec Mireille Perrier, Dominique Reymond, Françoise Lebrun, Katarzyna Krotki, en 2011 (H.D. 50 min Bathysphère production). Sélectionné en compétition fiction au festival Côté Court de Pantin (2011). Projeté à La Fémis dans le cadre de la programmation pointligneplan[5] (2012)
- Seul le Feu, en 2013 (40 min, Sedna Films), avec Mireille Perrier et Stanislas Nordey dans les rôles principaux. Projeté à La Fémis dans le cadre de la programmation pointligneplan (2013)[4].
- Exoplanète[6], en 2014 (18 min, Sedna Films), avec Mireille Perrier, d'après un texte de Julien Thèves, sélectionné en compétition au festival Côté Court de Pantin.
- Burning Bridges, en 2016 (33 min, Sedna Films), avec Adrien Dantou et Cyrille Pernet, d'après un texte de Julien Thèves, sélectionné en compétition au festival Côté Court de Pantin.
- Aujourd'hui, rien[7], en 2018 (72 min, Sedna Films), d'après les journaux intimes de Cesare Pavese et Jean-Luc Lagarce, projeté en séance spéciale au festival Côté Court de Pantin et sorti en salle en 2019.
- Lethé, en 2020 (16 min, Sedna Films), sélectionné au Festival du Réel et au festival Côté Court de Pantin.
- Et dans le flux, tu le perdras, en 2023 (62 min, Sedna Films en coproduction avec le théâtre Nanterre-Amandiers), d'après sa pièce Aphrodisia, sélectionné au Festival Chéries-Chéries en 2023 et à Queer Lisboa en 2024

## Textes publiés chezL'Arche éditeur
- 2000 : Le Garçon girafe
- 2001 : En délicatesse, suivi de : Des jours meilleurs.
- 2003 : S’opposer à l’orage, suivi de : Une nuit dans la montagne
- 2005 : Loin de Corpus Christi
- 2006 : Erich von Stroheim
- 2009 : Un doux reniement, suivi de : La Conférence, Le Garçon avec les cheveux dans les yeux.
- 2010 : Soixante-trois regards
- 2010 : Qui a peur du loup ?, pièce pour le jeune public.
- 2011 : Seul le feu
- 2012 : Les Disparitions, suivi de : De passage, endormi.
- 2012 : Pour une contemplation subversive, essai.
- 2014 : Pierre est un panda, pièce pour le jeune public.
- 2017 : Aphrodisia
- 2020 : Les Rêveurs
- 2023 : Dans tes rêves, pièce pour le jeune public.
- 2025 : Une marche à soi, collection "Des écrits pour la parole".

## Autres Textes publiés
- 2023 : Le jour du silence, éditions L'Onde Théâtrale. [978-2-9577990-1-5]